# Distrito electoral de Highland II (condado de Sarpy, Nebraska)
Highland II (en inglés: Highland II Precinct) es un distrito electoral ubicado en el condado de Sarpy en el estado estadounidense de Nebraska. En el Censo de 2010 tenía una población de 1127 habitantes y una densidad poblacional de 69,6 personas por km².

## Geografía
Highland II se encuentra ubicado en las coordenadas 41°10′13″N 95°52′27″O / 41.17028, -95.87417. Según la Oficina del Censo de los Estados Unidos, Highland II tiene una superficie total de 16.19 km², de la cual 14.79 km² corresponden a tierra firme y (8.69%) 1.41 km² es agua.

## Demografía
Según el censo de 2010, había 1127 personas residiendo en Highland II. La densidad de población era de 69,6 hab./km². De los 1127 habitantes, Highland II estaba compuesto por el 70.45% blancos, el 9.76% eran afroamericanos, el 0.98% eran amerindios, el 5.77% eran asiáticos, el 0.35% eran isleños del Pacífico, el 7.54% eran de otras razas y el 5.15% pertenecían a dos o más razas. Del total de la población el 14.64% eran hispanos o latinos de cualquier raza.